# Трепанация сосцевидного отростка
Трепана́ция сосцеви́дного отро́стка (также антротоми́я, лат. mastoidotomia, antrotomia) — хирургическая операция вскрытия воздухоносных ячеек сосцевидного отростка височной кости, в том числе сосцевидной пещеры (лат. antrum mastoideum) с целью удаления гнойного экссудата и грануляций с последующим дренированием раны.

## Показания
Гнойное воспаление ячеек сосцевидного отростка (гнойный мастоидит) как осложнение гнойного воспаления среднего уха (гнойный средний отит).

## Хирургический инструментарий
Дополнительно к общехирургическим инструментам нужны долота и стамески из набора Воячека, распаторы Фарабефа, костная ложечка Фолькмана, пуговчатый зонд для ориентировки при вскрытии пещеры и входа в неё из барабанной полости.

## Обезболивание
Операция требует общего обезболивания (внутривенный наркоз) или местной инфильтрационной анестезии 0,5 % раствором новокаина.

## Положение больного
На спине, голова повернута в здоровую сторону и хорошо фиксирована, ушная раковина оттянута кпереди.

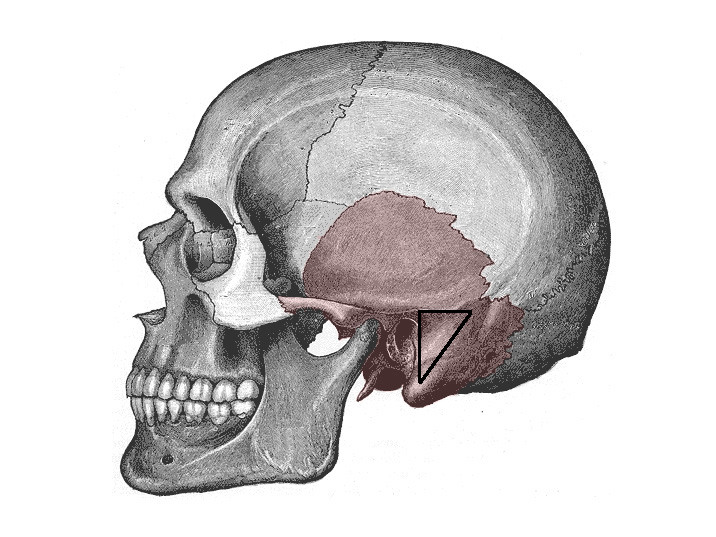
Трепанационный треугольник Шипо, в пределах которого выполняется антротомия

## Техника операции
Кожу с подкожной клетчаткой рассекают параллельно прикреплению ушной раковины, отступив от него кзади на 1 см. Предварительно определяют проекцию трепанационного треугольника Шипо (по spina suprameatum, пальпируемой на стыке верхней и задней стенок костной части наружного слухового прохода). Проекция треугольника должна находиться в середине оперативного доступа.
Растянув края кожного разреза ранорасширителем, обнажают на передней поверхности верхневнутреннего квадранта сосцевидного отростка трепанационный треугольник, имеющий гладкую поверхность. Трепанацию сосцевидного отростка в пределах этого треугольника начинают с отделения надкостницы распатором. Вначале более широким желобоватым долотом снимают наружный слой кости, ставя долото сверху, а затем — снизу от верхушки сосцевидного отростка и спереди, параллельно задней стенке наружного слухового прохода. Сбив поверхностный слой кости, переходят на более узкое долото и им углубляются в направлении кнутри и кпереди — параллельно задней стенке наружного слухового прохода. Достаточное вскрытие пещеры контролируют пуговчатым зондом, которым обследуют стенки пещеры, и осторожно выходят из неё через вход (лат. aditus ad antrum) в барабанную полость. Содержащиеся в пещере и других ячейках сосцевидного отростка гной и грануляции удаляют острой ложечкой, объединяя при этом всё в одну полость. Рану ушивают выше и ниже оставленного в пещере «выпускника» (полоска перчаточной резины).

### Замещение костной ткани
http://vector-vita.narod.ru/Documents/2005/SerebroVismut2005_25.pdf

## Возможные ошибки
Если при вскрытии пещеры отклонить долото кверху, то через верхнюю стенку пещеры легко можно ошибочно попасть в среднюю черепную яму; при направлении долота назад оно может оказаться в венозной пазухе (на месте перехода поперечного синуса в сигмовидный); при отклонении инструмента кпереди можно повредить лицевой нерв, проходящий через толщу височной кости в собственном канале.